# College Station (Arkansas)
College Station é uma Região censo-designada localizada no estado americano do Arkansas, no Condado de Pulaski.

## Demografia
Segundo o censo americano de 2000, a sua população era de 766 habitantes.

## Geografia
De acordo com o United States Census Bureau tem uma área de 2,9 km², dos quais 2,9 km² cobertos por terra e 0,0 km² cobertos por água.

## Localidades na vizinhança
O diagrama seguinte representa as localidades num raio de 16 km ao redor de College Station.